# Margitta Pufe
Margitta Droese-Pufe (nata Ludewig; Gera, 10 settembre 1952) è un'ex pesista e discobola tedesca, vincitrice della medaglia di bronzo alle Olimpiadi di Mosca 1980 nel getto del peso.

## Palmarès
| Anno | Manifestazione   | Sede     | Evento           | Risultato | Misura  | Note |
| ---- | ---------------- | -------- | ---------------- | --------- | ------- | ---- |
| 1970 | Europei juniores | Parigi   | Getto del peso   | Bronzo    | 15,98 m |      |
| 1970 | Europei juniores | Parigi   | Lancio del disco | 6ª        | 45,42 m |      |
| 1976 | Olimpiadi        | Montréal | Getto del peso   | 6ª        | 19,79 m |      |
| 1978 | Europei indoor   | Milano   | Getto del peso   | Argento   | 19,78 m |      |
| 1978 | Europei          | Praga    | Getto del peso   | Bronzo    | 20,58 m |      |
| 1978 | Europei          | Praga    | Lancio del disco | Argento   | 64,04 m |      |
| 1980 | Olimpiadi        | Mosca    | Getto del peso   | Bronzo    | 21,20 m |      |
| 1980 | Olimpiadi        | Mosca    | Lancio del disco | 5ª        | 66,12 m |      |